# Lose-lose
Una lose-lose, situazione senza via d'uscita o in cui tutti perdono è il risultato di una negoziazione, di un conflitto o una circostanza complessa dove tutte le parti si trovano nella situazione peggiore. È un'alternativa a una situazione win-win o a un esito dove vince una delle parti . Per evitare esiti senza successo e trovare risultati più soddisfacenti, si può ricorrere all'arbitrato o alla mediazione.

## Nella teoria dei giochi
Nella teoria dei giochi, una situazione "lose-lose" è una circostanza in cui nessun giocatore trae vantaggio indipendentemente dal risultato e, pertanto, alla fine perde la partita. Ciò può essere dovuto a uno o più dei seguenti motivi:
- Circostanze inevitabili o imprevedibili, le quali generano un mutamento della situazione dopo che sono state prese delle decisioni. Questo è comune nelle avventure testuali.
- Zugzwang, come negli scacchi, quando la scelta di una mossa da parte di un giocatore peggiora la sua situazione, per esempio perdendo un pezzo, oppure subendo scacco matto.
- Una situazione dove il giocatore è costretto portare a termine due compiti reciprocamente dipendenti, ciascuno dei quali deve essere completato prima dell'altro oppure mutuamente esclusivi (generando così un circolo vizioso).
- Ignoranza delle azioni degli altri giocatori, questo significa che la decisione migliore per tutti è diversa da quella di un singolo giocatore (come nel dilemma del prigioniero).

## Nella storia
Il consiglio di Carl von Clausewitz di non scatenare mai una guerra che non si sia già vinta, caratterizza la guerra come situazione senza via d'uscita. Un analogo esempio è la vittoria di Pirro, dove la vittoria militare è molto onerosa e la fazione vincitrice si ritrova in una situazione peggiore di quella di partenza. Considerando la vittoria come parte di un contesto più ampio, la situazione potrebbe essere considerata senza vittoria, oppure una vittoria più per l'altra fazione più che per quella che ha ottenuto la "vittoria", oppure una vittoria a un costo tale che i benefici sono superati dai costi e non sono più fonte di gioia.
Per esempio, la parte "vittoriosa" pur avendo raggiunto il suo obiettivo, dopo un'analisi conclude che è stato vano; potrebbe pure perdere un vantaggio strategico in termini di manodopera o posizionamento. Perresempio, l'Impero britannico fu una delle potenze vincitrici della Seconda guerra mondiale, ma si trovò così indebolito che non riuscì più a mantenere il suo status di grande potenza in un mondo dominato dagli Stati Uniti e dall'Unione Sovietica.
Un concetto correlato viene descritto come "vincere la battaglia ma perdere la guerra", dove l'obiettivo minore viene vinto, ma quello maggiore non viene perseguito a dovere e viene perso.
In passato, in Europa, le donne accusate di stregoneria venivano talvolta legate e gettate in acqua per verificare la loro innocenza. La strega doveva galleggiare (invocando il maligno per salvarla dall'annegamento) e successivamente veniva giustiziata, ma una non-strega sarebbe annegata (dimostrando la sua innocenza al prezzo della vita stessa).